# Emails I Can't Send
Emails I Can't Send (estilizado em letras minúsculas) é o quinto álbum de estúdio da artista musical estadunidense Sabrina Carpenter. O seu lançamento ocorreu em 15 de julho de 2022, através da Island Records, marcando o primeiro lançamento da cantora a não ser associado com a Hollywood Records, gravadora com a qual trabalhava desde o início de sua carreira em 2014. As gravações do disco ocorreram entre março de 2021 a junho de 2022, em diversos estúdios situados nos Estados Unidos sob a produção musical de Julian Bunetta, Leroy Clampitt, Jason Evigan, Ryan Marrone, Jorgen Odegard e John Ryan, sendo que Carpenter participou das composições de todas as faixas do álbum.
Emails I Can't Send obteve análises positivas de críticos musicais, que elogiaram a maturidade como musicista da intérprete. Comercialmente, obteve um desempenho mediano e conseguiu atingir a 23ª colocação na Billboard 200, tornando-se o maior pico de Carpenter no gráfico. Quatro singles foram extraídos de seu alinhamento, "Skinny Dipping", "Fast Times", "Vicious" e "Nonsense", com o último citado alcançando a 32ª colocação na Hot 100. Para a divulgação do produto, a cantora ingressou na digressão Emails I Can't Send Tour, que teve início em 29 de setembro 2022 em Atlanta, e foi concluída na cidade de Chicago em 4 de agosto de 2023.

## Antecedentes
"A maior parte disso veio da perspectiva humorística. Eu ficava lendo e dizendo: 'Ai meu Deus, é tão incrível, como consegui fazer isso?' [...] Então foi-se convertendo em uma canção. Com as faixas desenvolvendo-se eu estava tipo, 'Ai meu Deus, isso é horrível, não conseguirei dizer isso,' mas ao final eu fui capaz, só que por três minutos".

— Carpenter explicando sobre os e-mails que escrevia para si mesma à Teen Vogue.
Enquanto divulgava seu quarto álbum de estúdio Singular: Act II, durante o mês de junho de 2019, a revista Marie Claire havia informado que Carpenter estava trabalhando em seu próximo disco. Em 2020, a artista lançou os singles "Honeymoon Fades" e "Let Me Move You", este último está presente na trilha sonora do filme Work It (2020), onde Carpenter também é protagonista. Em janeiro de 2021, ela assinou um contrato com a Island Records, após quatro álbuns lançados pela Hollywood Records, sua antiga gravadora.
Carpenter disse em entrevista à Teen Vogue que várias canções do disco foram escritas a partir de e-mails que escreveu para si mesma, como a faixa-título do álbum. Também foi revelado que as sessões de gravação foram finalizadas na Cidade de Nova Iorque com Julia Michaels, JP Saxe, John Ryan e Leroy Clampitt, após ela mudar-se para o Financial District de Manhattan. Carpenter confirmou durante o The Tonight Show with Jimmy Fallon que seu novo projeto seria lançado em um determinado momento de 2022.

## Lançamento e divulgação
Em um comunicado lançado em janeiro de 2021 foi anunciado que Carpenter havia assinado com a Island Records, subsidiária da Universal Music Group. Darcus Brees, CEO da gravadora, declarou que "Sabrina [Carpenter] é uma estrela. [sic] Estamos encantados por dar as boas-vindas a uma jovem mulher tão talentosa".  O lançamento de Emails I Can't Send foi anunciado para o dia 15 de julho de 2022, com o primeiro single "Skinny Dipping" sendo lançado em 9 de setembro de 2021. A seguinte faixa de divulgação foi "Fast Times", seguida por "Vicious", que atingiu a 26.ª colocação na tabela Official New Zealand Music Chart da Nova Zelândia. "Nonsense" foi lançado em novembro como o quarto e último single do projeto, e atingiu o número 56 na Billboard Hot 100.
Em 15 de agosto de 2022, Carpenter anunciou a turnê Emails I Can't Send Tour com início em 29 de setembro de 2022, no Center Stage em Atlanta, Geórgia. Com 80 concertos realizados em países da Ásia, Europa, América do Norte e Sul, sendo concluída em 4 de agosto de 2023 na cidade de Chicago.

## Alinhamento de faixas
| Emails I Can't Send — Edição padrão |                         |                                               |                  |         |  |
| N.º                                 | Título                  | Compositor(es)                                | Produtor(es)     | Duração |  |
| 1.                                  | "Emails I Can't Send"   | Sabrina Carpenter Julia Michaels JP Saxe      | Clampitt         | 1:44    |  |
| 2.                                  | "Vicious"               | Carpenter Amy Allen Jason Evigan              | Evigan[A]        | 2:29    |  |
| 3.                                  | "Read Your Mind"        | Carpenter Leroy Clampitt Skyler Stonestreet   | Clampitt         | 3:27    |  |
| 4.                                  | "Tornado Warnings"      | Carpenter Jorgen Odegard Michaels Saxe        | Odegard          | 3:24    |  |
| 5.                                  | "Because I Liked a Boy" | Carpenter John Ryan Michaels Saxe             | Ryan             | 3:16    |  |
| 6.                                  | "Already Over"          | Carpenter Ryan Michaels Saxe                  | Ryan             | 2:50    |  |
| 7.                                  | "How Many Things"       | Carpenter Saxe Ryan Marrone                   | Marrone          | 4:03    |  |
| 8.                                  | "Bet U Wanna"           | Carpenter Julian Bunetta Clampitt Steph Jones | Bunetta Clampitt | 3:11    |  |
| 9.                                  | "Nonsense"              | Carpenter Bunetta Jones                       | Bunetta          | 2:43    |  |
| 10.                                 | "Fast Times"            | Carpenter Ryan Michaels Saxe                  | Ryan             | 2:54    |  |
| 11.                                 | "Skinny Dipping"        | Carpenter Clampitt Michaels Saxe              | Clampitt         | 2:57    |  |
| 12.                                 | "Bad for Business"      | Carpenter Clampitt Jones                      | Clampitt         | 3:08    |  |
| 13.                                 | "Decode"                | Carpenter Ryan Michaels Saxe                  | Ryan             | 3:08    |  |
| Duração total:                      | Duração total:          | Duração total:                                | Duração total:   | 39:14   |  |

| Emails I Can't Send Fwd: — Edição deluxe |                          |                                |                |         |  |
| N.º                                      | Título                   | Compositor(es)                 | Produtor(es)   | Duração |  |
| 14.                                      | "Opposite"               | Carpenter Allen Peter Rycroft  | Lostboy        | 2:48    |  |
| 15.                                      | "Feather"                | Carpenter Allen Ryan           | Ryan           | 3:05    |  |
| 16.                                      | "Lonesome"               | Carpenter Stonestreet Clampitt | Clampitt       | 3:07    |  |
| 17.                                      | "Things I Wish You Said" | Carpenter Jones Clampitt       | Clampitt       | 2:42    |  |
| Duração total:                           | Duração total:           | Duração total:                 | Duração total: | 50:56   |  |

Notas
- ↑[A]  — denota produtor vocal.

## Equipe e colaboradores
Todo o processo de elaboração de Emails I Can't Send atribui os seguintes créditos:
Locais de gravação, mixagem e masterização
| - Sterling Sound (Edgewater, Nova Jérsei) - Chumba Meadows (Tarzana, Califórnia) - Henson Recording Studios, Legacy Towers, cmd studios (Los Angeles, California) - Jungle City Studios (Cidade de Nova Iorque) | - MixStar Studios (Virginia Beach, Virgínia) - Woodshed Studios (Malibu, Califórnia) - The Clubhouse (Rhinebeck, Nova Iorque) |

Vocais
| - Sabrina Carpenter: vocalista principal, vocalista de apoio - Julia Michaels: vocalista de apoio - Steph Jones: vocalista de apoio | - Alida Garpestad Peck: vocalista de apoio - John Ryan: vocalista de apoio - JP Saxe: vocalista de apoio |

Instrumentação
| - Crystal Alforque: violino - Julian Bunetta: baixo, bateria, teclados, percussão - Leroy Clampitt: baixo, guitarra, bateria, percussão, teclados, mellotron, sintetizadores, lap steel - Noah Conrad: trompete - Jason Evigan: guitarra, baixo, sintetizadores - Peter Lee Johnson: instrumento de cordas | - Forest Miller: instrumento de cordas - Jorgen Odegard: baixo, bateria, teclados, percussão - John Ryan: baixo, guitarra, bateria, percussão, teclados - JP Saxe: teclados, guitarra, baixo - Alex Sutton: guitarra - Yi-Mei Templeman: violoncelo |

Produção
| - Julian Bunetta: produção - Leroy Clampitt: produção - Jason Evigan: produção, produção vocal - Ryan Marrone: produção - Jorgen Odegard: produção - John Ryan: produção - Bryce Bordone: engenharia de mixagem - Julian Bunetta: gravação, programação - Leroy Clampitt: gravação, mixagem, programação, arranjo de cordas - Jason Evigan: gravação, programação | - Chris Gehringer: masterização - Serban Ghenea: mixagem - Josh Gudwin: mixagem - Ryan Marrone: gravação - Jorgen Odegard: gravação - Will Quinnell: masterização - Jackson Rau: gravação - John Ryan: gravação, programação - Heidi Wang: engenharia de mixagem |

## Desempenho comercial
Nos Estados Unidos, Emails I Can't Send acabou por debutar na 23ª colocação da Billboard 200 com 18 mil unidades equivalentes — dentre cópias físicas, digitais e streaming de suas faixas —, das quais 7 mil eram de vendas físicas e digitais. Tornando-se o melhor desempenho da cantora no gráfico, assim como no Canadá, que estreou no 55º posto da Canadian Albums Chart. Na Europa, o álbum foi bem recebido, sua melhor colocação no continente foi na tabela irlandesa, a Irish Recorded Music Association, onde debutou no número 57. Também enumerou-se nas paradas da Bélgica, Espanha e Reino Unido. Na Austrália e Nova Zelândia, chegou ao 27º tanto na ARIA Chart como na Recorded Music NZ, respectivamente.

### Posições nas tabelas musicais
| País — Tabela musical (2022—23) | Melhor posição |
| ------------------------------- | -------------- |
| Austrália (ARIA Charts)         | 27             |
| Bélgica (Ultratop de Flanders)  | 56             |
| Canadá (Canadian Albums Chart)  | 38             |
| Espanha (Canadian Albums Chart) | 83             |
| Estados Unidos (Billboard 200)  | 23             |
| Irlanda (IRMA)                  | 33             |
| Nova Zelândia (RMNZ)            | 27             |
| Reino Unido (UK Albums Chart)   | 54             |

## Histórico de lançamento
| Região         | Data                | Formato(s)                                | Gravadora | Ref.   |
| -------------- | ------------------- | ----------------------------------------- | --------- | ------ |
| Estados Unidos | 15 de julho de 2022 | CD · download digital · streaming · vinil | Island    | [ 27 ] |